# Wilfrid Hodges

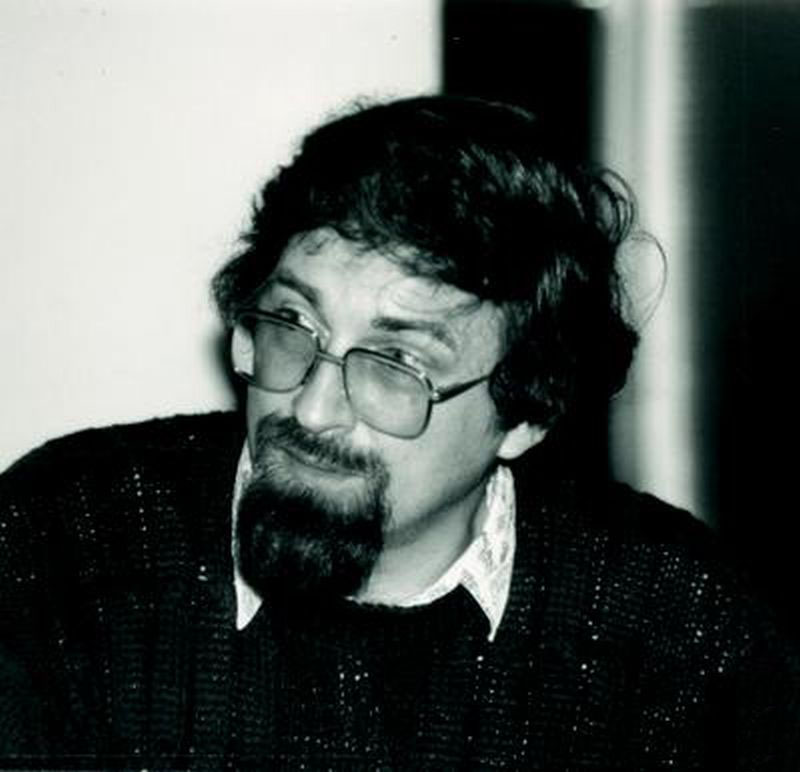

Wilfrid Augustine Hodges (1941) is een Brits wiskundige, die bekendstaat voor zijn werk in de modeltheorie. Hij was hoogleraar wiskunde aan de Queen Mary, Universiteit van Londen van 1987 tot 2006. Hij heeft meerdere boeken op het gebied van de logica geschreven.
In de periode 1959-1965 bezocht hij New College, Oxford, waar hij graden behaalde in zowel de (Literae Humaniores) als de (Christelijke) theologie. In 1970 kreeg hij een doctoraat toegekend voor een proefschrift op het gebied van de logica. Hij doceerde zowel filosofie en wiskunde aan Bedford College te Londen. Hodge is bezoekend hoogleraar geweest aan de filosofiefaculteit aan de Universiteit van Californië en aan de wiskundefaculteit aan de Universiteit van Colorado in Boulder.